# Agnotocastor
Agnotocastor є вимерлим представником родини бобрових Castoridae. На відміну від свого сучасного родича, цей вид зайняв місце ондатри в річках Північної Америки в епоху олігоцену. Найбільш раннім видом є A. galushai, який також є першим надійним представником Castoridae.